# جرس
الجرس أو الناقوس أو الجُلجل هو أداة موسيقية ذات صوت رنان تستخدم لأغراض موسيقية وللتنبيه في الكنائس والمدارس وللتنبيه من خطر ما في بعض المناطق والمؤسسات. يشبه الجرس الطبلة لكنه مفتوح من الجهة الأسطوانية الواسعة بعكس الطبلة التي تكون مكسوة بالجلد. في داخل الجرس تتدلى مطرقة كروية، وعندما يحرك الجرس تضرب المطرقة جوانب الجرس فيرتج الجرس محدثا صوتا رفيعا عاليا.
الأجراس تتنوع في أحجامها فبعضها لا يتعدى حجمه حبة جوز وبعضا يصل وزنه لعدة أطنان وهي عادة تصنع من المعادن وخاصة النحاس سيما الضخمة منها.

## معرض صور

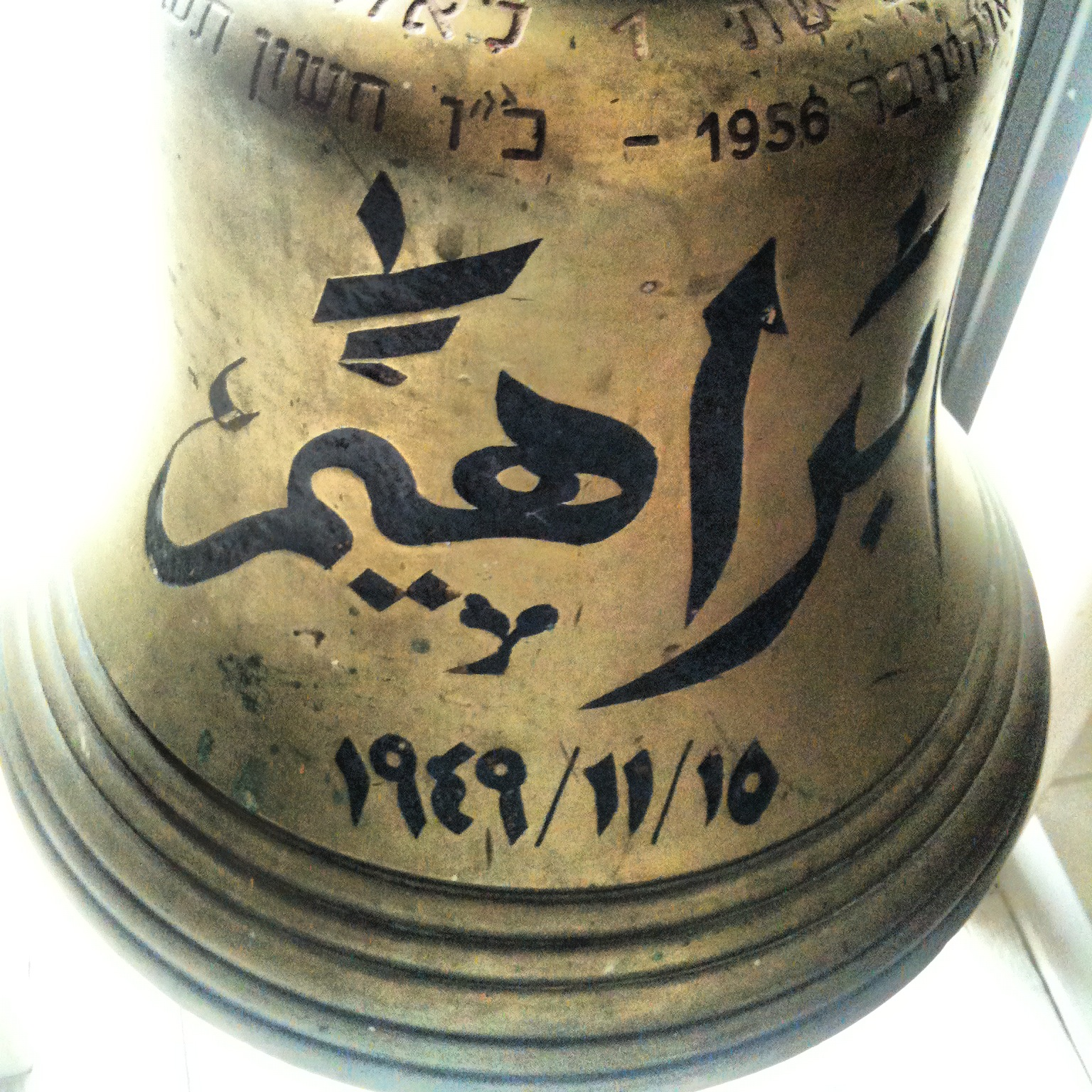
جرس السفينة الحربية "إبراهيم الأول"، (القوات البحرية المصرية)
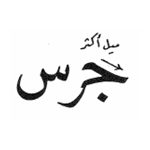
«جرس» بخط النسخ
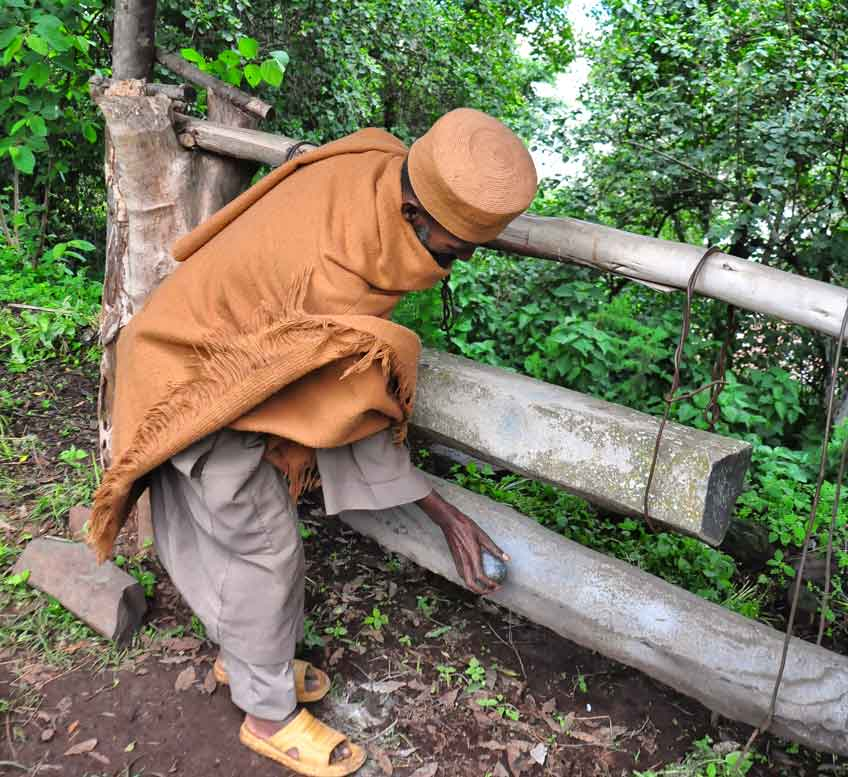
جرس دير لكنيسة التوحيد، مصنوع من الصخر
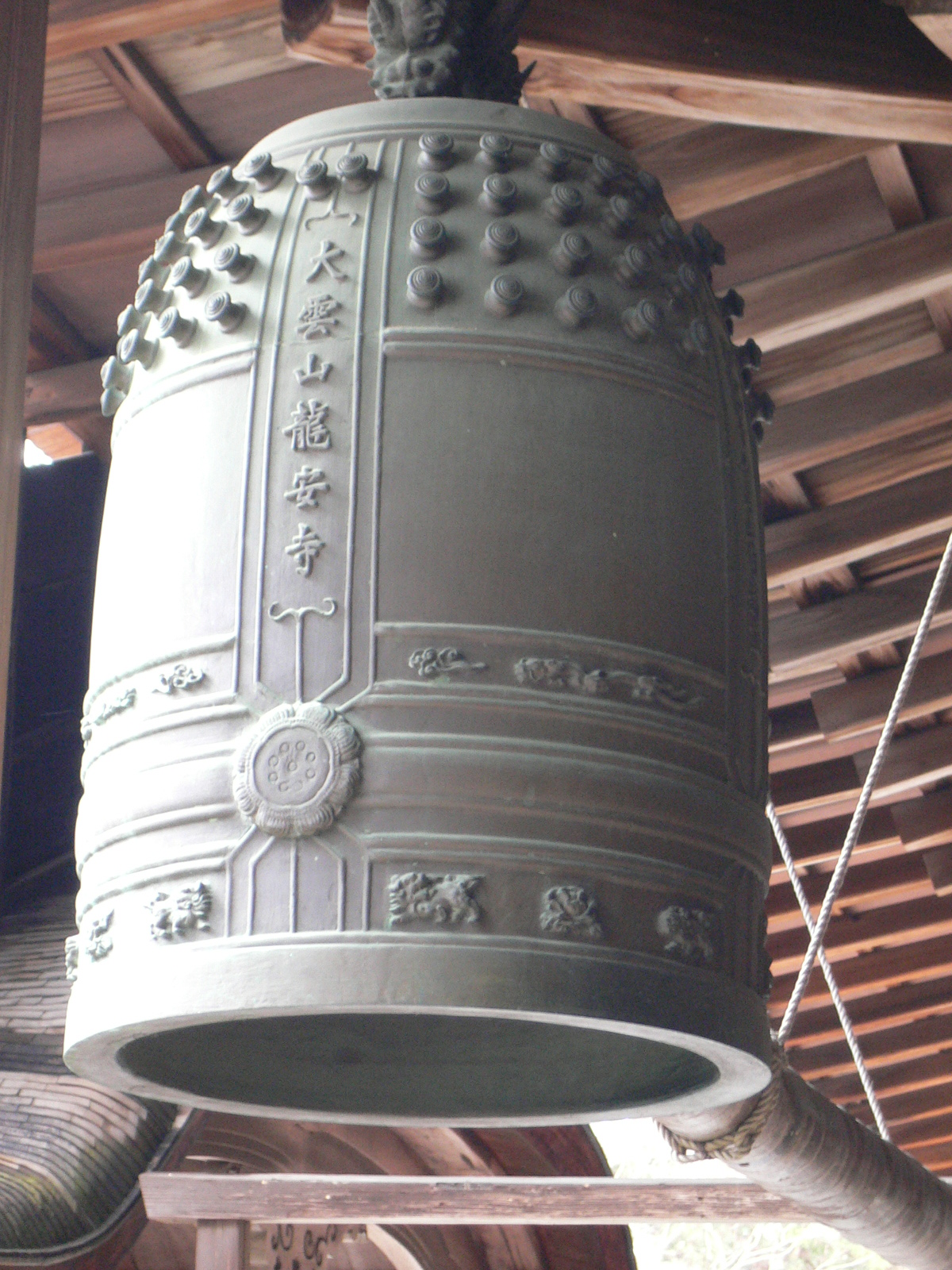
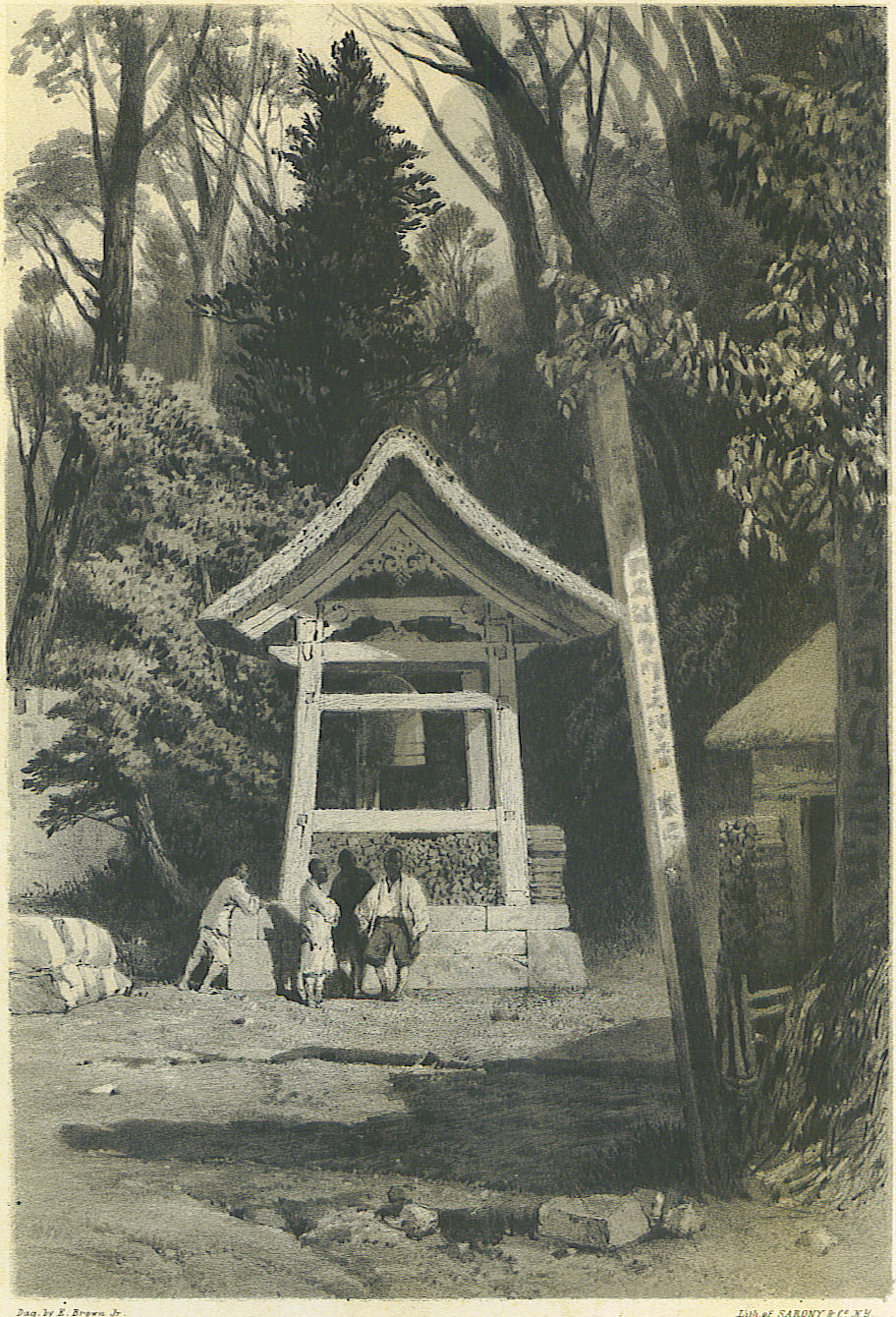
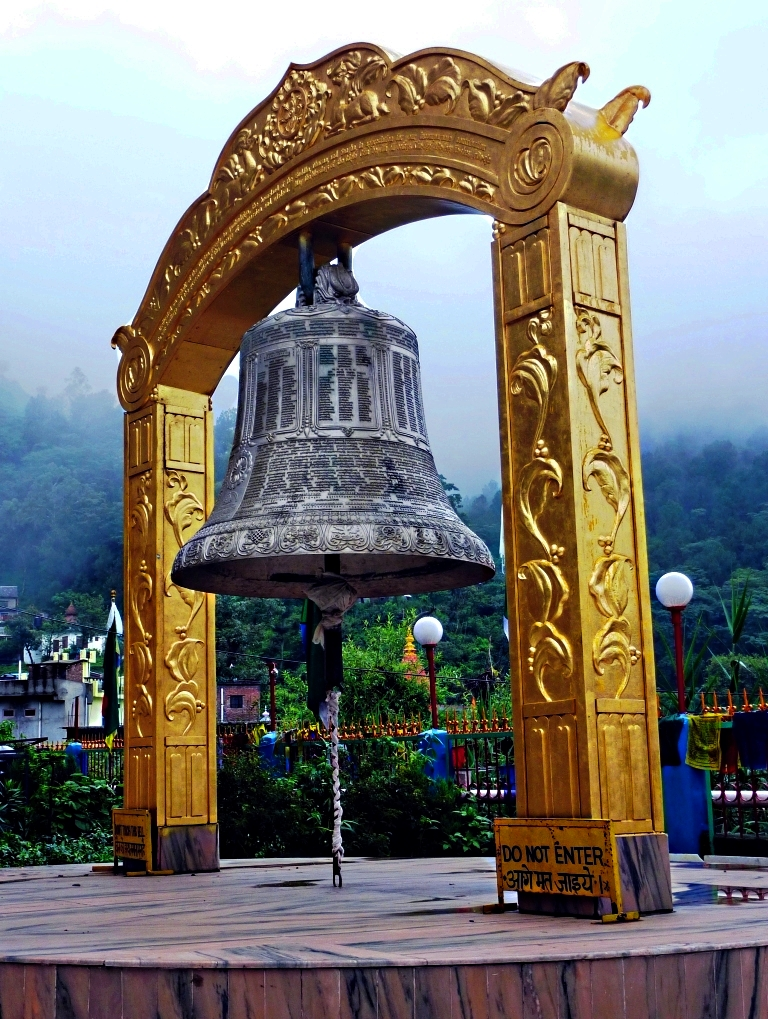

## طالع المزيد
- جراسة
- علم الأجراس